# سيلفيو بيولا

سيلفيو بيولا

سيلفيو بيولا (Silvio Piola) ؛ (روبيو بمقاطعة بافيا، 29 سبتمبر 1913 - غاتينارا بمقاطعة فرشيلي، 4 أكتوبر 1996) لاعب كرة قدم إيطالي سابق، وقد كان أحد الفائزين بكأس العالم 1938، ويعتبر أكثر اللاعبين تسجيلا بالدوري الإيطالي. بدأ بيولا مسيرته مع نادي برو فرشيلي في عام 1929، وقد شارك بأول مباراة له في الدوري الإيطالي في تاريخ 16 فبراير 1930 أمام نادي بولونيا، وقد سجل 13 هدف في أول موسم له، وقد شارك مع نادي برو فرشيلي في 127 مباراة وسجل فيها 51 هدف، وفي عام 1934 انتقل إلى نادي لاتسيو، وقد أصبح هدافا للدوري الإيطالي مرتين مع نادي لاتسيو في عام 1937 وعام 1943، ولعب بيولا مع نادي لاتسيو 227 مباراة وسجل 143 هدفا، وانتقل في عام 1943 إلى نادي تورينو، حيث لعب له لمدة موسم واحد وشارك في 23 مباراة وسجل 27 هدف.
في عام 1945 وبعد الحرب العالمية الثانية انتقل إلى نادي يوفنتوس ولعب له لمده موسمين وشارك في 57 مباراة وسجل فيها 26 هدف، وفي عام 1947 انتقل إلى نادي نوفارا، حيث لعب له حتى اعتزل كرة القدم في عام 1954، وشارك معه في 185 مباراة وسجل 86 هدف. وقد شارك بيولا مع منتخب إيطاليا لكرة القدم في 34 مباراة واستطاع أن يسجل 30 هدف، وقد سجل هدفين من الأهداف الأربعة التي سجلها المنتخب الإيطالي في نهائي كأس العالم 1938 أمام المجر.

## مسيرته الكروية
لعب سيلفيو بيولا خلال مسيرته الاحترافية مع 4 أندية في ثلاثة وعشرون موسمًا وسجل خلالها 307 هدف ضمن 596 مباراة. ولم يفز بأي موسم بالكأس أو بالدوري.
خاض سيلفيو بيولا مسيرته مع نادي برو فيرتشيلي في موسم 1929–30 ليلعب معه خمسة مواسم، مشاركًا في 127 مباراة سجل خلالها 51 هدفًا. ثم انتقل إلى نادي لاتسيو في موسم 1934–35 ليلعب معه تسعة مواسم، حيث شارك في 227 مباراة سجل خلالها 144 هدف. لينتقل بعدها إلى نادي يوفنتوس في موسم 1945–46 ولمدة موسمين، مشاركًا في 57 مباراة سجل خلالها 26 هدفًا. ثم انتقل إلى نادي نوفارا في موسم 1947–48 ليلعب معه سبعة مواسم، مشاركًا في 185 مباراة سجل خلالها 86 هدفًا.

## روابط خارجية
- سيلفيو بيولا على موقع الاتحاد الدولي (مؤرشف)  (الإنجليزية)
- سيلفيو بيولا على موقع قاعدة بيانات كرة القدم.إي يو (الإنجليزية)
- سيلفيو بيولا على موقع ليكيب (الفرنسية)
- سيلفيو بيولا على موقع ناشيونال فوتبول تيمز (الإنجليزية)
- سيلفيو بيولا على موقع عالم كرة القدم.نت (الإنجليزية)